# Boliwia na Letnich Igrzyskach Olimpijskich 2024
Boliwia na Letnich Igrzyskach Olimpijskich 2024 – występ kadry sportowców reprezentujących Boliwię na igrzyskach olimpijskich, które odbywają się w Paryżu we Francji, w dniach 26 lipca – 11 sierpnia 2024.
Reprezentacja Boliwii liczy czworo zawodników – dwóch mężczyzn i dwie kobiety, którzy wystąpią w 2 dyscyplinach.
Jest to szesnasty start tego kraju na letnich igrzyskach olimpijskich.

## Reprezentanci
Lekkoatletyka
| Zawodnik         | Konkurencja | Eliminacje | Eliminacje | 1. Runda | 1. Runda | Półfinał | Półfinał | Finał | Finał   | Źródło |
| Zawodnik         | Konkurencja | Wynik      | Miejsce    | Wynik    | Miejsce  | Wynik    | Miejsce  | Wynik | Miejsce | Źródło |
| ---------------- | ----------- | ---------- | ---------- | -------- | -------- | -------- | -------- | ----- | ------- | ------ |
| Héctor Garibay   | Maraton (m) | —          | —          | —        | —        | —        | —        |       |         | [ 1 ]  |
| Guadalupe Torrez | 100 m (k)   | 11,60      | 3.         | 11,68    | 56.      | NQ       | NQ       | NQ    | 56.     | [ 2 ]  |

 Pływanie
| Zawodnik                | Konkurencja            | Eliminacje | Eliminacje | Półfinał | Półfinał | Finał | Finał | Źródło |
| Zawodnik                | Konkurencja            | Czas       | Poz.       | Czas     | Poz.     | Czas  | Poz.  | Źródło |
| ----------------------- | ---------------------- | ---------- | ---------- | -------- | -------- | ----- | ----- | ------ |
| Esteban Núñez del Prado | 200 m st. zmiennym (m) | 2:08,10    | 23.        | NQ       | NQ       | NQ    | NQ    | [ 3 ]  |
| María José Ribera       | 50 m st. dowolny (k)   | 26,07      | 28.        | NQ       | NQ       | NQ    | NQ    | [ 4 ]  |